# إقليم بوجومبورا الريفية
مقاطعة بوجومبورا الريفية هي واحدة من 18 مقاطعة في بوروندي. ولد فيها الرئيس البوروندي السابق سيبريان نتارياميرا.
المقاطعة تحيط بالعاصمة الوطنية السابقة بوجومبورا. عاصمة المقاطعة هي أسالي.

## البلديات
تدير مقاطعة بوجومبورا الريفية تسع بلديات:
- بلدية أسالي
- بلدية كابيزي
- بلدية كانيوشا
- بلدية مبيمبي
- بلدية موغونغومانغا
- بلدية موكيكاي
- بلدية موتامبو
- بلدية موتيمبوزي
- بلدية نيابرابا